# Pixiv
Pixiv (jap. ピクシブ Pikushibu) – japońska sieć społecznościowa skierowana do artystów i osób zainteresowanych ilustracją. Uchodzi za japoński odpowiednik anglojęzycznego serwisu DeviantArt.
Została założona w 2007 roku, a w 2011 roku miała ponad 3 mln użytkowników z całego świata.